# Otto von Guericke

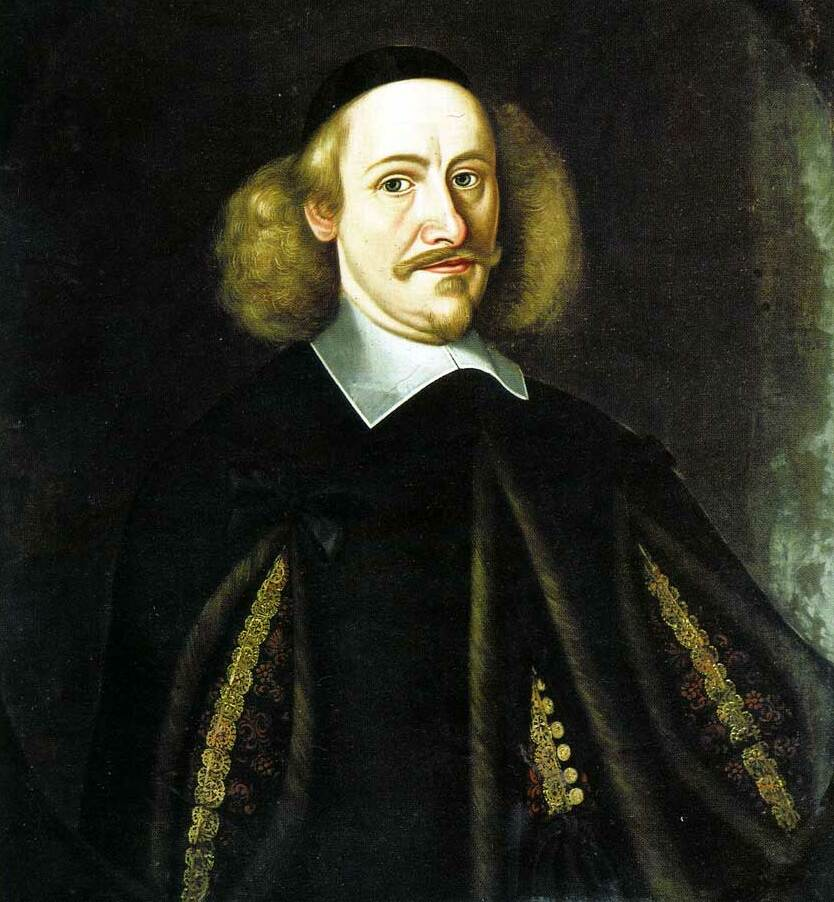
Porträtt av von Guericke på Gripsholms slott

Otto von Guericke född 30 november 1602 i Magdeburg, död 21 november 1686 i Hamburg. (Datum angivna enligt den gregorianska kalendern.) Han var en tysk politiker och uppfinnare.
von Guericke studerade först juridik i Leipzig och Jena, efter 1623 mekanik och matematik. I sin hemstad Magdeburg blev han 1627 medlem av stadens råd, trädde efter stadens förstöring 1631 i svensk tjänst och blev överingenjör vid fästningsverken i Erfurt. 1646-1676 var han borgmästare i Magdeburg.
von Guericke var som experimentell fysiker mest känd för är sin konstruktion av en kolvluftpump omkring 1650, med vilken han kunde åstadkomma ett kraftigt vakuum. Med dess hjälp och de så kallade Magdeburgska halvkloten kunde han visa lufttryckets inverkan. I ett ryktbart försök pumpade han luft ur två halvklot av koppar med diametern 51 cm och med en tätning, som förhindrade luft att tränga förbi sammanfogningsstället. Till vart och ett av halvkloten hade spänts åtta hästar som, när luften hade pumpats ur det då kompletta klotet, förgäves försökte dra isär halvkloten. När luften åter släpptes in kunde halvkloten med lätthet säras från varandra. Han kunde därmed visa att luften var en materiell kropp med vikt, värmeledningsförmåga, värmeutvidgning och så vidare. Experiment med hans uppfinning utfördes inför kejsaren och furstarna vid riksdagen i Regensburg 1654.
von Guericke konstruerade också en manometer och en vattenbarometer för att kunna förutsäga väderförändringar, och han var därigenom en föregångsman inom meteorologin.
Han uppfann även den första versionen av elektrisk generator, som bestod av en svavelkula gjuten på en axel av järn, som när den drogs runt och utsattes för friktion lämnade elektriska laddningar från sig, vilket bland annat visade sig genom gnistbildning. Han upptäckte även att linnetrådar kunde överföra elektriciteten och att kroppar av samma elektriska laddning repellerade varandra.
Sina viktigaste experiment sammanfattade han 1663 i Experimenta nova, ut vocantur, magdeburgica de vacuo spatio (tryckt 1672, i tysk översättning 1894). Av historisk betydelse är hans Geschichte der Belagerung, Eroberung und Zerstörung Magdeburgs (1631, nyutgåva 1860).

## Eftermäle
Asteroiden 11537 Guericke är uppkallad efter honom.